# Hans Modrow
Hans Modrow (Jasenitz, 27 de enero de 1928-Berlín, 11 de febrero de 2023) fue un político alemán, conocido por haber sido el último presidente del Consejo de Ministros de la RDA miembro del Partido Socialista Unificado y el penúltimo en ocupar el cargo.

## Biografía
Modrow nació en la ciudad de Jasenitz, actualmente en Polonia. A los diecisiete años fue llamado al Volksturm poco antes de acabar la Segunda Guerra Mundial y después hecho prisionero por los soviéticos. Estuvo en cautiverio en la URSS, donde asistió a una Antifa-Schule (escuela antifascista). Al ser puesto en libertad en 1949 y regresar a Alemania, se afilió al Partido Socialista Unificado de Alemania (SED).
Hizo una larga carrera política en el SED durante la RDA, llegando a ser primer secretario del partido en Dresde y diputado a la Cámara del Pueblo. Siendo líder del SED en Dresde, fue uno de los primeros en entrar en conversaciones con miembros de la oposición. Cuando Willi Stoph dimitió como Jefe de Gobierno el 7 de noviembre de 1989, Modrow fue elegido para sucederle.  
Durante su mandato, una de las principales medidas fue la disolución de la Stasi. Conservó la presidencia hasta las elecciones de marzo de 1990, que fueron ganadas por los democristianos y marcaron el fin de la hegemonía política del SED. Su sucesor, Lothar de Maizière, se posesionó el 12 de abril. 
Después de la disolución de la RDA, fue elegido diputado al Bundestag por el Partido del Socialismo Democrático (PDS) y también se desempeñó como eurodiputado. Desde 2003 es Presidente de Honor del PDS, actualmente Partido de la Izquierda (Die Linke).